# 吉村清子
吉村 清子（よしむら きよこ）は、日本の脚本家。アニメ作品を主に手がける。「吉」の正確な表記は「𠮷」（「土」の下に「口」、つちよし）である。
アニメファンサイトでシリーズ構成の冨岡淳広と知り合い、『ジバクくん』でデビュー。子供向けのおもちゃとのタイアップ作品から大人向けの深夜アニメまで、手がける作品は幅広い。

## 人物
最初から脚本家を目指していたわけではなく、ライトノベル作家を目指し、雑誌に投稿していた。当時、アニメの放送本数が急増し、制作スタッフが不足していたため、富岡から「『ジバクくん』の脚本を書いてみないか」と誘われた。すでに原作を読んでおり、原作者である柴田亜美のファンであったことから、参加することを快諾した。
『ナイトウィザード The ANIMATION』への参加によりゲーム製作会社ファーイースト・アミューズメント・リサーチとの繋がりができ、それ以降アンソロジーノベル執筆・TRPGリプレイへのプレイヤー参加といった脚本業以外への進出も果たしている。

## 参加作品

### テレビアニメ
1999年
- ジバクくん（-2000年、脚本）

2000年
- 真・女神転生デビチル（-2001年、脚本）

2001年
- FF：U 〜ファイナルファンタジー:アンリミテッド〜（-2002年、脚本）

2002年
- HAPPY★LESSON THE TV（脚本）
- 超重神グラヴィオン（脚本）

2003年
- 真・女神転生Dチルドレン ライト&ダーク（脚本）
- クロノクルセイド（-2004年、脚本）
- ソニックX（-2004年、シリーズ構成〈第53話以降〉・脚本）

2004年
- 超重神グラヴィオンZwei（脚本）
- マシュマロ通信（-2005年、脚本）

2005年
- ふしぎ星の☆ふたご姫（-2006年、脚本）
- トリニティ・ブラッド（脚本）
- 韋駄天翔（-2006年、脚本）

2006年
- ふしぎ星の☆ふたご姫 Gyu!（-2007年、脚本）
- ウィッチブレイド（脚本）
- 少年陰陽師（-2007年、脚本）

2007年
- 風のスティグマ（脚本）
- ナイトウィザード The ANIMATION（脚本）

2008年
- 隠の王（脚本）
- 鉄のラインバレル（-2009年、シリーズ構成・脚本）

2009年
- 獣の奏者 エリン（脚本）
- メタルファイト ベイブレード（-2010年、脚本）

2010年
- 伝説の勇者の伝説（シリーズ構成・脚本）

2011年
- セイクリッドセブン（脚本）
- いつか天魔の黒ウサギ（脚本）
- ラストエグザイル-銀翼のファム-（-2012年、シリーズ構成・脚本）

2012年
- トータル・イクリプス（脚本）

2013年
- ファンタジスタドール（脚本）
- 悪魔のリドル（シリーズ構成・脚本）

2014年
- 大図書館の羊飼い（シリーズ構成・脚本）
- 牙狼-GARO- -炎の刻印-（-2015年、脚本）
- カードファイト!! ヴァンガードG（-2015年、シリーズ構成・脚本）

2015年
- カードファイト!! ヴァンガードG ギアースクライシス編（-2016年、シリーズ構成・脚本）

2016年
- カードファイト!! ヴァンガードG ストライドゲート編（シリーズ構成・脚本）
- カードファイト!! ヴァンガードG NEXT（-2017年、シリーズ構成・脚本）

2017年
- 牙狼-GARO- -VANISHING LINE-（-2018年、シリーズ構成・脚本）
- カードファイト!! ヴァンガードG Z（-2018年、シリーズ構成・脚本）

2019年
- どろろ（脚本）
- GRANBLUE FANTASY The Animation Season 2（シリーズ構成・脚本）

2020年
- THE GOD OF HIGH SCHOOL ゴッド・オブ・ハイスクール（シリーズ構成・脚本）
- 恋とプロデューサー〜EVOL×LOVE〜（シリーズ構成・脚本）
- 体操ザムライ（脚本）

2021年
- ゾンビランドサガ リベンジ（脚本）
- takt op.Destiny（シリーズ構成・脚本）

2025年
- 9-nine- Ruler’s Crown（脚本）

### 劇場アニメ
2009年
- チョコレート・アンダーグラウンド（脚本）

2023年
- らくだい魔女 フウカと闇の魔女（脚本）

2024年
- ウマ娘 プリティーダービー 新時代の扉（脚本）

### OVA
2009年
- DOGS/BULLETS&CARNAGE（構成・脚本）

### Webアニメ
2023年
- ウマ娘 プリティーダービー ROAD TO THE TOP（脚本）

### ゲーム
2006年
- ソニック・ザ・ヘッジホッグ（シナリオ）※前川司郎と共同

2008年
- ソニック ワールドアドベンチャー（シナリオ）

### 小説
2008年
- ナイトウィザード The 2nd Editionアンソロジーノベル「魔法使いと、休日の過ごし方」（一編「マドレーヌ 〜ドンペリの苦悩〜」を執筆）

2024年
- 小説 劇場版『ウマ娘 プリティーダービー 新時代の扉』

### TRPGリプレイ
- アリアンロッド・サガ・リプレイ・アクロス - プレイヤー（エルザ・ブルックス）